# Ponte do Prado
Most Prado (portugalsko Ponte do Prado) je most, zgrajen čez reko Cávado, v civilni župniji Vila de Prado, občina Vila Verde, v regiji Norte, Portugalska. Čeprav je bil prvotno rimski most, so ga ponovno zgradili v 16. stoletju, ko je bil izvirnik uničen zaradi poplav in dosledne uporabe. Ostankov rimskega mostu je malo.

## Zgodovina
Med rimsko okupacijo Iberskega polotoka je verjetno obstajal most, ki je povezoval rimsko cesto med Bracara Augusta (Braga) in Asturico Augusta (Astorga), ki je peljala skozi Ponte de Lima do severovzhodnih ozemelj okoli Tuija. Med letoma 1118 in 1128 je nadškof Paio Mendes podaril blago templjarski bolnišnici v Bragi s pogojem, da se dve tretjini njihovih izdelkov uporabi pri gradnji mostu Ponte de Prado.
Most Prado je bil ena pomembnejših točk v geografski pokrajini srednjeveškega ozemlja Entre-Douro-e-Minho. Njegov videz odraža različne rekonstrukcije, ki so se zgodile v srednjem veku in modernih obdobjih, kar podpira njegov pomen skozi stoletja. V srednjem veku so se še naprej uporabljale rimske ceste (in v mnogih primerih so bile edini dostop med obstoječimi točkami). V tem kontekstu je bil predmet pozornosti most Prado. Med verskim središčem Braga in enim najstarejših mest v državi (Ponte de Lima) je Prado še naprej povezoval severno in južno ozemlje. Legenda vztraja, da je leonski kralj, da bi se srečal z dekletom, v katero je bil zaljubljen, ukazal, naj se most vzdržuje in njegov statut okrepi v srednjem veku.
Leta 1260 je portugalski kralj Afonz III. Portugalski podelil foral (listino) mestu Prado, s čimer se je začelo obdobje rasti in pomembnosti s povišanjem v status občine. Ta razvoj je bil okrepljen leta 1510, ko je portugalski kralj Manuel I. potrdil foral. V naslednjih stoletjih se je območje okoli mostu razvilo v regionalno središče, ki je sčasoma pritegnilo pozornost krone, zlasti v intenzivni reorganizaciji portugalske nasledstvene krize po letu 1580.
Toda istega leta so poplave povzročile rušenje prvotnega mostu. Leta 1616 je bil v celoti obnovljen. Istočasno so na osrednji ploščadi zgradili dva pograda iz klesanega granita z okrašenimi napisi.] Pod nadzorom Antónia de Castra (v času Filipovske rodbine) je most dobil današnjo podobo, ki je verjetno odpravila vse ostanke srednjeveške konstrukcije. Spomin na to obdobje je zaznamoval napis na mostu, poleg grbov filipovskih monarhov in grofov Prado; arhitekt je vpisal njegovo ime: António de Castro de a vila de Vianna.
Nedavna zgodovina tega mostu je bila burna; čeprav je bilo treba most obnoviti, je bilo veliko projektov odloženih zaradi finančnih ali političnih težav. Leta 1963 in 1976 je zaradi groženj uničenja in posledic nenehnega prometa Junta Autónoma de Estradas (Avtonomna korporacija za ceste) zaključila projekte za utrjevanje in zamenjavo vozišča na cesti. Nedavno je bil Instituto de Estradas de Portugal (Portugalski inštitut za ceste), ki je bil predhodnik Estradas de Portugal, odgovoren za čiščenje glavnih stebrov.

## Arhitektura
Most stoji v mestnem območju, prečka reko Cávado in je vključen v cesto EN201. Izhod z mostu (na severu) gleda na Praça do Conselheiro Sousa Lima, vrtnato območje, mesto stebra iz 16. stoletja, ki označuje zgodovinski pomen Prada kot občine do 19. stoletja.
Plitvi konzolni most z ravnim vrhom je sestavljen iz devetih rimskih lokov, ki se postopno povečujejo bližje središču razpona, pri čemer so trije največji loki rahlo zašiljeni. Osem trikotnih opornikov ščiti dno mostu pred naplavinami, medtem ko poligonalne strukture navzdol delujejo kot ojačitve.
Levo od osrednjega loka in dvignjena do nivoja površinskega pločnika je pravokotna ploščad. Na tem prostoru sta dve okrašeni konstrukciji v spomin na gradnjo mostu, v obliki sedeža z naslonjalom, z osrednjim grbom na južni strani. Kot simbol grofov Prado je napis:
EMQO AN / TO TI / V ER / ES DIA / SM IRA / PORT TIS / EPR VDE / NT EAS / ICO MO / PA GA / LA PO / NTE SEPA / GALAVIDABEVEME / NT E
Prevedeno iz portugalščine kot »Medtem ko imaš dneve, pazi nase, če si preudaren, ko plačaš most, kmalu plačaš z življenjem«. 
Na severni strani naslonjala je kraljevi grb z napisom:
ESTA OBRA FES ANTONI / O DE CRASTO DA VILA DE VIAN / A / 16 / 76
Navaja, da je projekt dokončal António de Crasto iz mesta Viana (leta 1676).
Na levem robu je pravokoten prostor za lažji prehod čez most. Del tega projekta je bila tudi postavitev križa, posvečenega Senhor da Ponte (Našemu Gospodu mostu) na severnem robu, ki pa ni ohranjen.
Tlak je sestavljen iz pravokotnih blokov, razmejenih s tlakovano potjo, ki se naslanja na zanke, ki omogočajo prehod pešcem, in z varovali iz kovanega železa, ki jih spremljajo kamniti stebri.
V sofitu loka so različne okrajšave, kot na primer v prvem loku (M, z, y, /, ///) in na drugem loku različne ustvarjene iz navpičnih črt.